# أوتو روبرت فريش
أوتو روبرت فريش (بالألمانية: Otto Frisch)‏ (مواليد 1 أكتوبر 1904 في فيينا - الوفاة 22 سبتمبر 1979 في كامبريدج)، هو فيزيائي نمساوي بريطاني. تمكن مع مساعده رودولف بيرلز من تصميم أول آلية نظرية لتفجير قنبلة ذرية في عام 1940.